# Roger Brias
Pour les articles homonymes, voir Brias (homonymie).
Roger Brias (Stains, 15 février 1904 - Skinningrove (en), 17 février 1941) est un résistant français, compagnon de la Libération. Officier de la marine marchande, il rallie les forces françaises libres en 1940 quand le cargo sur lequel il sert est saisi par les Britanniques. Il réalise alors des missions de transport de troupes et de marchandises au profit des alliés en Afrique et trouve la mort lors du naufrage de son navire en Mer du Nord.

## Biographie

### Jeunesse et engagement
Roger Brias naît le 15 février 1904 à Stains alors dans le département de la Seine. En 1922, il commence une carrière dans la marine marchande en entrant comme stagiaire à la Compagnie des chargeurs réunis. Il effectue son service militaire dans la marine nationale de 1924 à 1925 et en sort enseigne de vaisseau de 2e classe de réserve. De retour aux Chargeurs réunis, il poursuit sa carrière sur les mers et devient lieutenant en juillet 1928 puis capitaine au long cours en novembre 1930.

### Seconde Guerre mondiale
Au moment où débute la Seconde Guerre mondiale, Roger Brias est officier en second sur le cargo Casamance, cargo de la Compagnie des chargeurs réunis réquisitionné par la marine française,. Le 20 juin 1940, alors qu'il était à quai au Verdon-sur-Mer, le cargo appareille en direction de l'Angleterre avec une cargaison de cuivre. Au cours de la traversée, il prend en charge les rescapés du bâtiment britannique Prunella qui vient d'être torpillé. Amarré au port de Southampton, il est saisi le 3 juillet par les autorités britanniques et reversé aux Forces navales françaises libres. Roger Brias, rallié aux FNFL, prend alors le commandement du Casamance.
À la tête de son navire, Brias participe à l'expédition de Dakar en septembre 1940 puis à la campagne du Gabon en novembre suivant. Il voyage ensuite vers différents port d'Afrique jusqu'à Freetown d'où le navire part pour rejoindre l'Europe. Au début de l'année 1941, le Casamance appareille de Glasgow au sein d'un convoi à destination de Hull. Le 17 février, lors de ce voyage, par une mer déchaînée et avec ses compas déréglés, le bateau finit par s'échouer au large de Skinningrove (en). Donnant l'ordre à ses hommes d'évacuer le navire, Roger Brias est emporté par la mer au moment de prendre place dans l'une des embarcations de sauvetage. Son corps est rejeté sur le rivage le lendemain. Il est inhumé à Whitby dans le Yorkshire.

## Décorations
|  |  |  |
|  |  |  |

| Chevalier de la Légion d'honneur | Chevalier de la Légion d'honneur | Compagnon de la Libération | Compagnon de la Libération | Croix de guerre 1939-1945 | Croix de guerre 1939-1945 |
| Croix de la Vaillance (Pologne)  |                                  |                            |                            |                           |                           |